# إيرني ويلكينز
إيرني ويلكينز (بالإنجليزية: Ernie Wilkins)‏ هو قائد فرقة ‏ وملحن وعازف جاز أمريكي، ولد في 20 يوليو 1919 في سانت لويس في الولايات المتحدة، وتوفي في 5 يونيو 1999 في كوبنهاغن في الدنمارك.

## وصلات خارجية
- إيرني ويلكينز على موقع IMDb (الإنجليزية)
- إيرني ويلكينز على موقع ميوزك برينز (الإنجليزية)
- إيرني ويلكينز على موقع أول ميوزيك (الإنجليزية)
- إيرني ويلكينز على موقع ديسكوغز (الإنجليزية)